# Хемберг
Хемберг (њем. Hömberg) општина је у њемачкој савезној држави Рајна-Палатинат. Једно је од 137 општинских средишта округа Рајн-Лан. Према процјени из 2010. у општини је живјело 325 становника. Посједује регионалну шифру (AGS) 7141058.

## Географски и демографски подаци
Хемберг се налази у савезној држави Рајна-Палатинат у округу Рајн-Лан. Општина се налази на надморској висини од 372 метра. Површина општине износи 4,9 km². У самом мјесту је, према процјени из 2010. године, живјело 325 становника. Просјечна густина становништва износи 67 становника/km².